# والپروات
والپروات و والپروات سدیم (به انگلیسی: sodium valproate) یا والپروئیک اسید (به انگلیسی: Valproic acid) با نام‌های تجاری غیرایرانی دپاکین یا دپاکین کرونو و ایرانی والپاکین یا رهاکین از داروهای ضد افسردگی هیجانی و عصبی، عدم تعادلات روانی و ضد صرع یا تشنج و جهت کنترل اختلالات دوقطبی و اختلالات مرتبط با آن مانند اختلال خلق ادواری یا اختلال شخصیت مرزی و یا شیدایی به تنهایی بدون اپیزود افسردگی یا تنها با اپیزود افسردگی و نیز درمان اپیزود افسردگی دوقطبی و به همراه داروهای ضدافسردگی دیگر بعنوان خط دوم یا سوم و...افسردگی تک قطبی استفاده های گسترده ای دارد. این دارو در ایران گاهی صرفاً با عنوان تجاری دپاکین آن بسیار معروف تر است. این دارو بیشتر برای پیشگیری از تشنج ناشی از قطع مصرف داروهای اعصاب مانند بنزودیازپین ها، آنتی سایکوتیک ها و باربیتورات ها و نیز برخی داروهای مخدر افیونی تجویز می‌شود. والپروات سدیم اثرات آرام بخشی نیز دارد و گاهی برای درمان اختلال هراس(پانیک) تجویز می‌شود. برای جلوگیری از سردردهای میگرنی نیز مورد استفاده قرار می‌گیرد. این دارو هم کانال های سدیمی وابسته به ولتاژ(VGSCs) را مسدود می کند و هم سطح گابا آمینوبوتیریک اسید را در مغز افزایش داده و نیز بر گیرنده های دوپامینی-سروتونینی و گلوتامات هم اثر زیادی دارد.

## موارد مصرف
والپروئیک اسید برای درمان صرع اَبسنس ساده و مرکب تجویز می‌شود. در این نوع صرع، بیمار به‌طور ناگهانی دچار از دست دادن هوشیاری می‌شود به‌طوری که چهره‌اش بی‌حالت شده، بی‌حرکت باقی می‌ماند. والپروئیک اسید کمک می‌کند تا دفعات بروز این صرع کمتر گردد و به عنوان یک درمان خط دوم برای تشنج جزئی و اسپاسم‌های شیرخوار استفاده می‌شود. همچنین برای کنترل بیماری صرع به صورت داخل وریدی استفاده می‌شود.
والپروئیک اسید برای تثبیت خلق در اپیزودهای مانیا و مختلط اختلال دوقطبی (افسردگی-مانیا)والپروات سدیم در کنترل فاز مانیای بیماری دو قطبی داروی بسیار موثری است. این دارو هم در فاز حاد بیماری و نیز در فاز خاموش بیماری و به منظور پیشگیری از عود فاز حاد بسیار موثر می باشد. و پیشگیری از میگرن هم به کار می‌رود. این دارو به دلیل اثرات مهار کننده هیستون-دیاستیلاز در درمان ایدز و سرطان آزمایش شده‌است.

## مکانیسم اثر
هرچند مکانیسم دقیق عملکرد این دارو روشن نیست اما احتمالاً جلوگیری از کاهش فسفاتیدیل اینوزیتول (۳٬۴٬۵) تری فسفات یا PIP3 موجب اثر کاهش تشنجی آن است. این دارو همچنین کانال‌های وابسته به ولتاژ سدیم غشا را بلوک می‌کند و سطح GABA مغزی را افزایش می‌دهد. علاوه بر این، والپروات از طریق مهار هیستون-دی-استیلاز و افزایش LEF1 نیز اعمال اثر میکند.

## عوارض جانبی
گیجی، تغییرات خلقی یا رفتاری، تاری دید، حرکت‌های غیرعادی چشم‌ها به عقب و جلو، دوبینی، مشاهده لکه در میدان بینایی، افزایش دفعات صرع، هایپوگلایسمی، کبودی یا خونریزی غیرعادی، لرزش در بدن (به خصوص دست‌ها و چانه)، راه رفتن پارکینسونی (نه به این معنا که بیمار پارکینسون دارد)، بی‌اشتهایی، تهوع و استفراغ، درد شکمی شدید، خستگی و ضعف، زردی پوست یا چشم‌ها، اسهال یا یبوست، سرگیجه یا خواب‌آلودگی خفیف، سوءهاضمه، سردرد، بی‌قراری، مشکل در به خواب رفتن، ریزش مو، تغییرات دوره ماهانه، بثورات جلدی، افت مهارت‌های حرکتی بدنی، کاهش یا افزایش وزن غیرعادی و همچنین قرمز شدن چشم‌ها. اسید والپروئیک هشدار جعبه سیاه برای سمیت کبدی، پانکراتیت و نقص‌های جنینی دارد. شواهدی وجود دارد که والپروئیک اسید ممکن است باعث رشد زودرس و استخوانی شدن صفحات رشد استخوانی در کودک و نوجوان و در نتیجه کوتاهی قد شود. اسید والپروئیک همچنین می‌تواند باعث میدریازیس مردمکها شود. شواهدی وجود دارد که نشان می‌دهد اسید والپروئیک ممکن است احتمال بروز سندرم تخمدان پلی کیستیک (PCOS) در زنان مبتلا به صرع یا اختلال دو قطبی را افزایش دهد. مطالعات نشان داده‌اند که این خطر ابتلا به PCOS در زنان مبتلا به صرع در مقایسه با افراد دارای اختلال دو قطبی بیشتر است. افزایش وزن نیز ممکن است رخ بدهد.

## مصرف در بارداری
والپروات باعث نقص هنگام تولد می‌شود. قرار گرفتن در معرض دارو در طول بارداری باعث افزایش سه برابری اختلالات عمده به خصوص اسپینا بیفیدا می‌شود که این احتمال به قدرت دارو و استفاده از بیش از یک دارو مرتبط است. به ندرت با چندین نقص دیگر از جمله «سندرم والپروات» همراه است. ویژگی‌های سندرم والپروات شامل ویژگی‌های صورت که تمایل به تکامل با افزایش سن دارند، از جمله پیشانی مثلث شکل، پیشانی بلند با تنگی bifrontal، چین‌های epicanthic، نقص داخلی ابرو، پل مسطح بینی، ریشه بینی پهن، nares anteverted، فیلتروم باریک، لب‌های بالایی بلند و حاشیه‌های نازک ورمیلیون، لب پایینی ضخیم و دهان کوچک است. در حالی که تأخیر در رشد معمولاً با خصوصیات بدنی تغییر یافته همراه است، همیشه اینگونه نیست.
کودکان مادرانی که در دوران بارداری والپروات مصرف می‌کنند در معرض خطر ضریب هوشی پایین هستند. مصرف والپروات مادر در دوران بارداری با احتمال ابتلا به اوتیسم در فرزندان همراه بوده‌است. یک مطالعه در سال ۲۰۰۵ نشان داد که میزان اوتیسم در کودکانی که در معرض سدیم والپروات قبل از تولد در گروه مورد مطالعه قرار داشتند ۸٫۹٪ بود. میزان عادی بیماری اوتیسم در جمعیت عمومی کمتر از یک درصد تخمین زده می‌شود. یک مطالعه در سال ۲۰۰۹ نشان داد که کودکان ۳ ساله از زنان باردار که والپروات مصرف می‌کنند از نظر ضریب هوشی ۹ امتیاز پایین‌تر از گروه کنترل خوب داشتند. با این حال تحقیقات بیشتر در کودکان بزرگتر و بزرگسالان مورد نیاز است.
زنانی که قصد باردار شدن دارند باید در صورت امکان داروی دیگری مصرف کنند یا دوز والپروات را کاهش دهند. به زنانی که در هنگام مصرف والپروات باردار می‌شوند باید هشدار داده شود که این امر باعث ایجاد نقص هنگام تولد و اختلال شناختی در نوزاد به ویژه در دوزهای زیاد می‌شود (اگرچه والپروات گاهی تنها دارویی است که می‌تواند تشنج را کنترل کند و تشنج در بارداری می‌تواند عواقب بدتری نیز داشته باشد). مطالعات نشان داده‌اند که مصرف اسید فولیک می‌تواند خطر ابتلا به نقص مادرزادی لوله عصبی را کاهش دهد. استفاده از والپروات برای میگرن یا اختلال دو قطبی در دوران بارداری در اتحادیه اروپا منع مصرف دارد و این دارو برای صرع در دوران بارداری توصیه نمی‌شود مگر اینکه روش درمانی مؤثر دیگری وجود نداشته باشد.

## مصرف در سالمندی
والپروات در سالمندان مبتلا به زوال عقل باعث افزایش خواب آلودگی می‌شود. به همین دلیل افراد بیشتری مصرف دارو را متوقف کردند. عوارض جانبی اضافی همچون کاهش وزن و کاهش مصرف مواد غذایی نیز در نیمی از افرادی که خواب آلودگی دارند همراه بود.

## موارد منع مصرف
- اختلال عملکرد حاد یا مزمن کبدی از قبل موجود یا سابقه خانوادگی التهاب شدید کبدی (هپاتیت)، به ویژه مربوط به دارو.[۳۳]
- حساس بودن به والپروات یا هر یک از مواد تشکیل دهنده مورد استفاده در آماده‌سازی شناخته شده‌است.[۳۳]
- اختلالات چرخه اوره[۳۳]
- پورفیری کبدی[۳۳][۳۴]
- سمیت کبدی[۳۳]
- بیماری میتوکندری[۳۳]
- پانکراتیت[۳۳]

## تداخلات دارویی
والپروات CYP2C9، گلوکورونیل ترانسفراز و اپوکسید هیدرولاز را مهار می‌کند و اتصال به پروتئین بالا دارد و از این رو ممکن است با داروهایی که بسترهای مربوط به هر یک از این آنزیم‌ها هستند یا کاملاً پروتئینی هستند، در تداخل باشد. همچنین ممکن است اثرات مهار کننده CNS الکل را تقویت کند. این دارو به دلیل احتمال کم کردن کلیرانس سایر ضد تشنج‌ها (از جمله کاربامازپین، لاموتریژین، فنیتوئین و فنوباربیتون) نباید همراه با سایر ضد صرع‌ها مصرف شود. همچنین ممکن است با برخی داروهای دیگر در تداخل باشد:
- آسپرین: ممکن است غلظت والپروات را افزایش دهد. همچنین ممکن است در متابولیسم والپروات اختلال ایجاد کند.
- بنزودیازپین‌ها: ممکن است باعث سرکوب CNS شود و اثر متقابل فارماکوکینتیک وجود دارد.
- آنتی‌بیوتیک‌های کارباپنم: سطح والپروات را کاهش می‌دهد که به‌طور بالقوه منجر به تشنج می‌شود.
- سایمتیدین: متابولیسم والپروات را در کبد مهار می‌کند و منجر به افزایش غلظت والپروات می‌شود.
- اریترومایسین: متابولیسم والپروات را در کبد مهار می‌کند و منجر به افزایش غلظت والپروات می‌شود.
- Ethosuximide: ممکن است غلظت اتوسوکسیمید را افزایش داده و منجر به سمیت شود.
- فلبامات: ممکن است غلظت پالپروات پلاسما را افزایش دهد.
- مفلوکین: ممکن است متابولیسم والپروات همراه با اثرات صرع مستقیم مفلوکین را افزایش دهد.
- قرص‌های ضدبارداری خوراکی: ممکن است غلظت پالپروات پلاسما را کاهش دهد.
- Primidone: ممکن است متابولیسم والپروات را تسریع کند و منجر به کاهش سطح سرمی آن شود.
- ریفامپین: باعث افزایش ترشحات والپروات شده و منجر به کاهش غلظت والپروات می‌شود.
- وارفارین: ممکن است غلظت وارفارین را افزایش داده و مدت زمان خونریزی را طولانی‌تر کند.
- زیدوودین: ممکن است غلظت سرمی زیدوودین را افزایش داده و منجر به سمیت شود.